# Crystal Bridges Museum of American Art

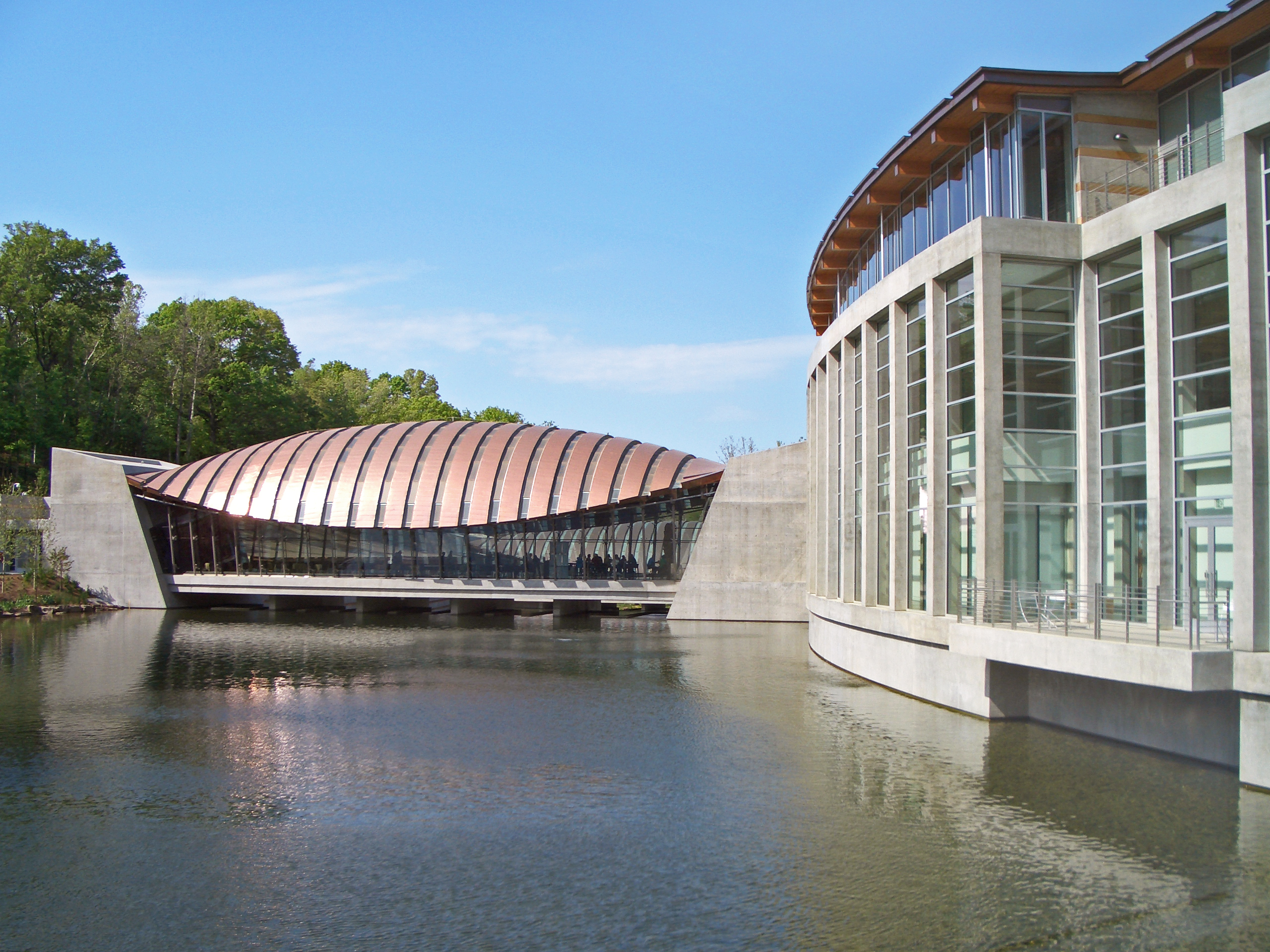
Museumsbau von Mosche Safdie mit Galerietrakt über den Bachlauf des Crystal Spring

Das Crystal Bridges Museum of American Art ist ein Kunstmuseum in Bentonville im US-Bundesstaat Arkansas. Es geht zurück auf eine Stiftung der Wal-Mart-Erbin Alice Walton und zeigt amerikanische Kunst von der Kolonialzeit bis zur Gegenwart.

## Zur Entstehung des Museums
Die Gründung eines Kunstmuseums in Bentonville geht zurück auf Alice Walton, der Tochter des Firmengründers der Einzelhandelskette Wal-Mart. Die Miterbin des Familienvermögens hatte die Idee, am Firmensitz von Wal-Mart ein Museum für amerikanische Kunst zu etablieren und stellte hierfür ein Stiftungsvermögen in Höhe von 800 Millionen US-Dollar zur Verfügung. Als Baugrund diente ein rund 300 Hektar großes Waldstück, in dessen Tal der hier durchfließende Bachlauf des Crystal Spring aufgestaut wurde. Zu beiden Seiten des Gewässers entstand nach Plänen des Architekten Mosche Safdie ein aus mehreren Pavillons bestehendes Museumsgebäude, wobei zwei den Bach überbrückende Galerietrakte dem Museum den Namen gaben. Nach fünf Jahren Planungs- und Bauzeit eröffnete das Museum am 11. November 2011 für das Publikum.

## Sammlung
Mit dem systematischen Aufbau einer Kunstsammlung begann Alice Walton erst parallel mit der Planung des Museums. In nur rund fünf Jahren entstand so eine Sammlung zur amerikanischen Kunst von der Kolonialzeit bis zur Gegenwart. Hierbei gelang es teilweise Spitzenwerke zu erwerben, wie beispielsweise das Gemälde Kindred Spirits von Asher Brown Durand oder War News from Mexico von Richard Caton Woodville. Kindred Spirits, dieses bedeutende Werk der Hudson River School, gehörte zuvor der New York Public Library, die sich für 35 Millionen US-Dollar von dem Gemälde trennte. Zur Eröffnung verfügt das Museum über einen Bestand von 600 Gemälden, Zeichnungen und Skulpturen.
Zur Sammlung gehören aus der Zeit der Gründung der Vereinigten Staaten Gemälde wie Porträts des ersten Präsidenten George Washington sowohl von Charles Willson Peale wie von Gilbert Stuart. Ein weiteres Beispiel früher amerikanische Porträtmalerei ist das Bildnis Mrs. Theodore Atkinson, Jr. (Frances Deering Wentworth) von John Singleton Copley. Von Charles Bird King zeigt das Museum das Indianerporträt Ottoe Half Chief, Husband of Eagle of Delight, während mit Winter Scene in Brooklyn von Francis Guy eine der frühen Landschaftsbilder in der Sammlung zu sehen ist.

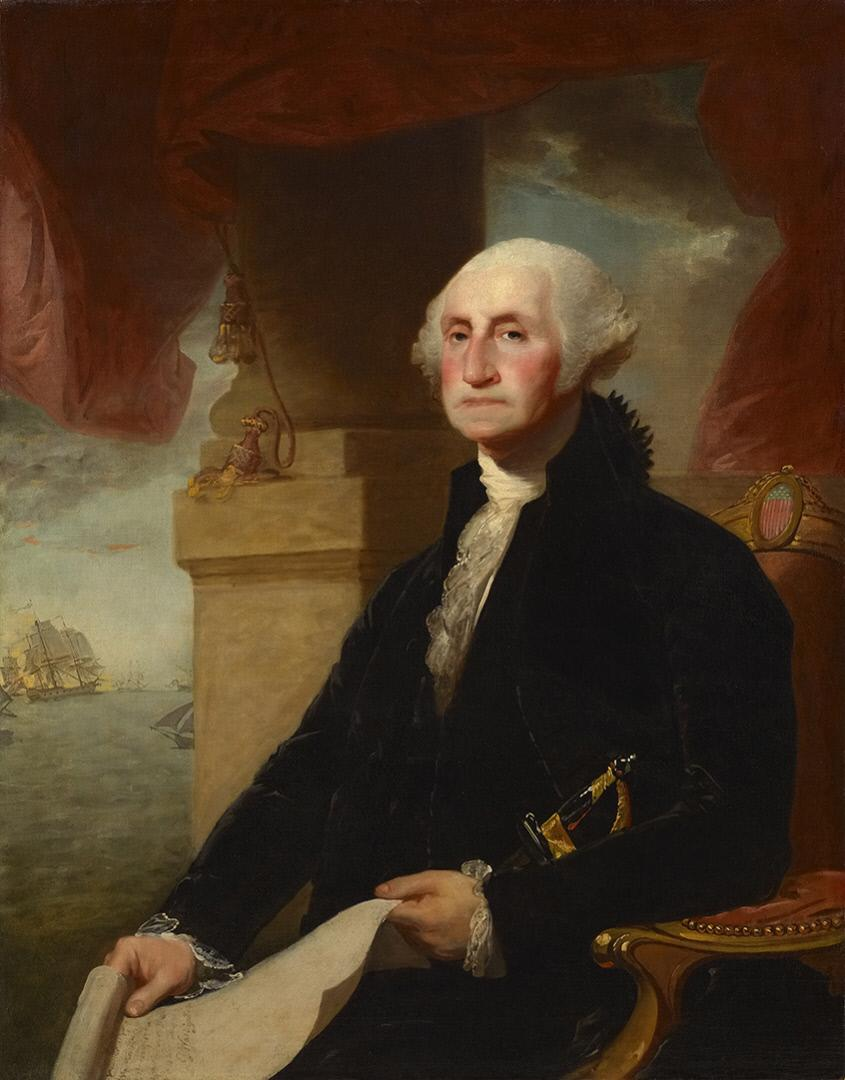
Gilbert Stuart: George Washington
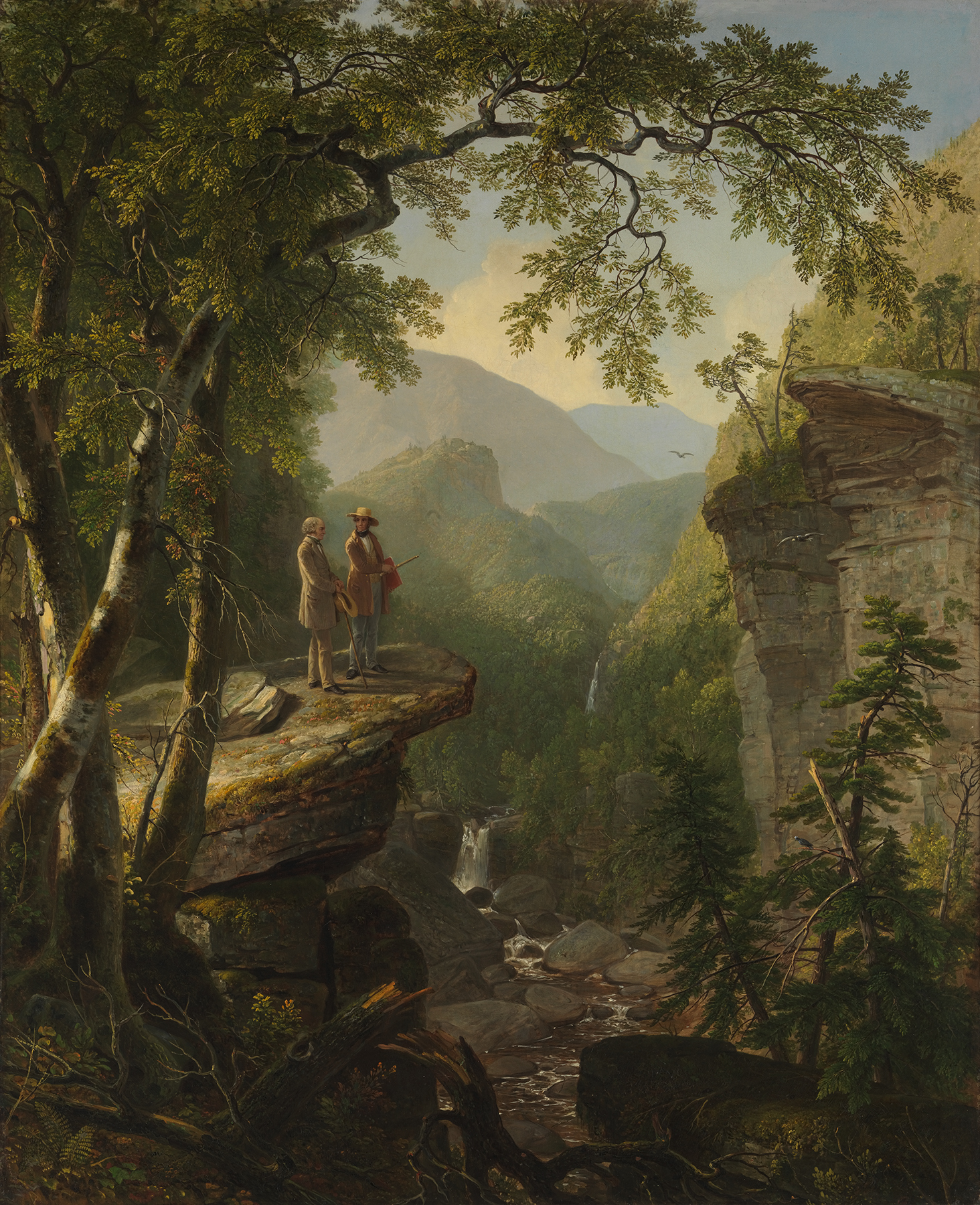
Asher Brown Durand: Kindred Spirits
Richard Caton Woodville: War News from Mexico
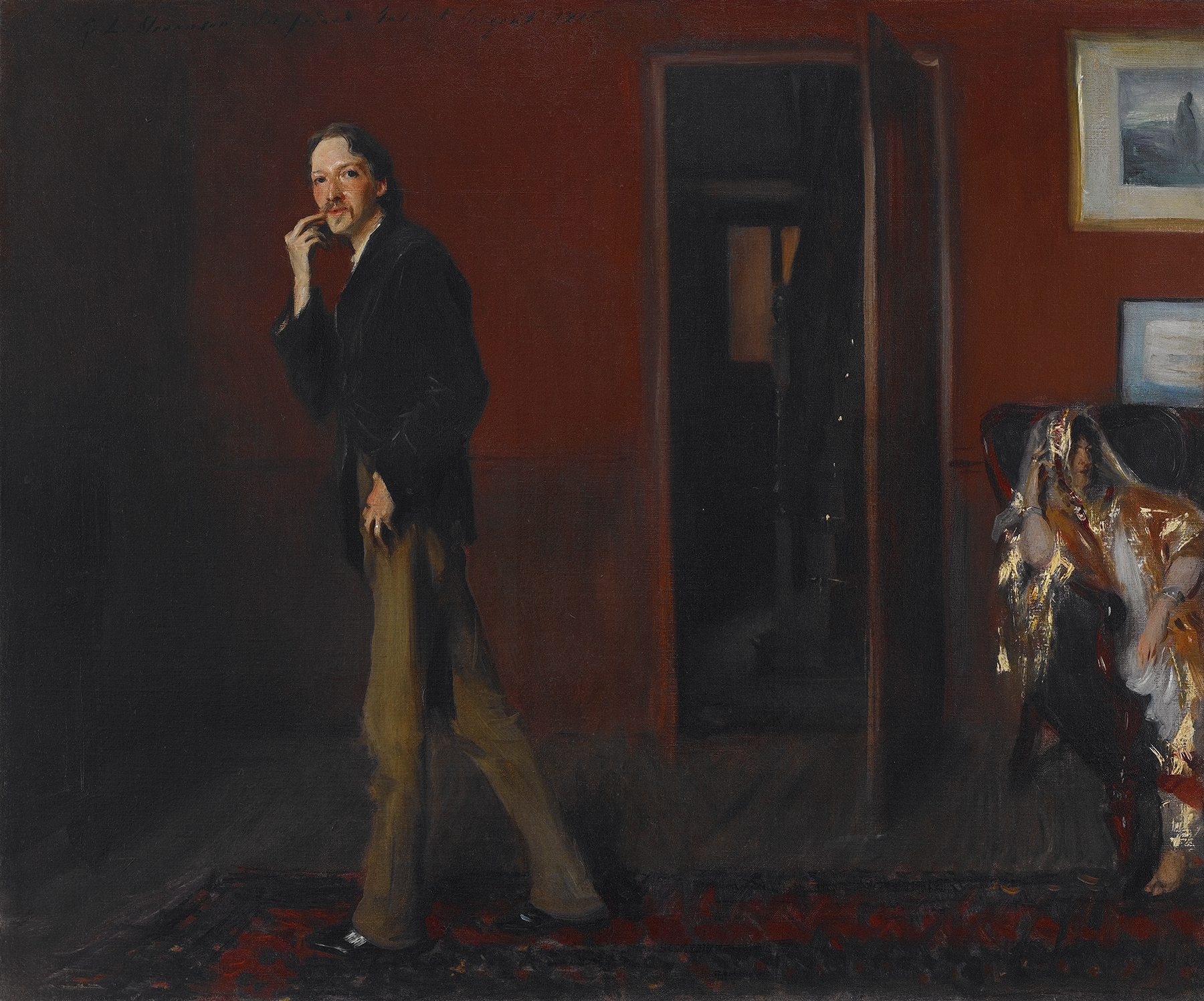
John Singer Sargent: Robert Louis Stevenson and His Wife
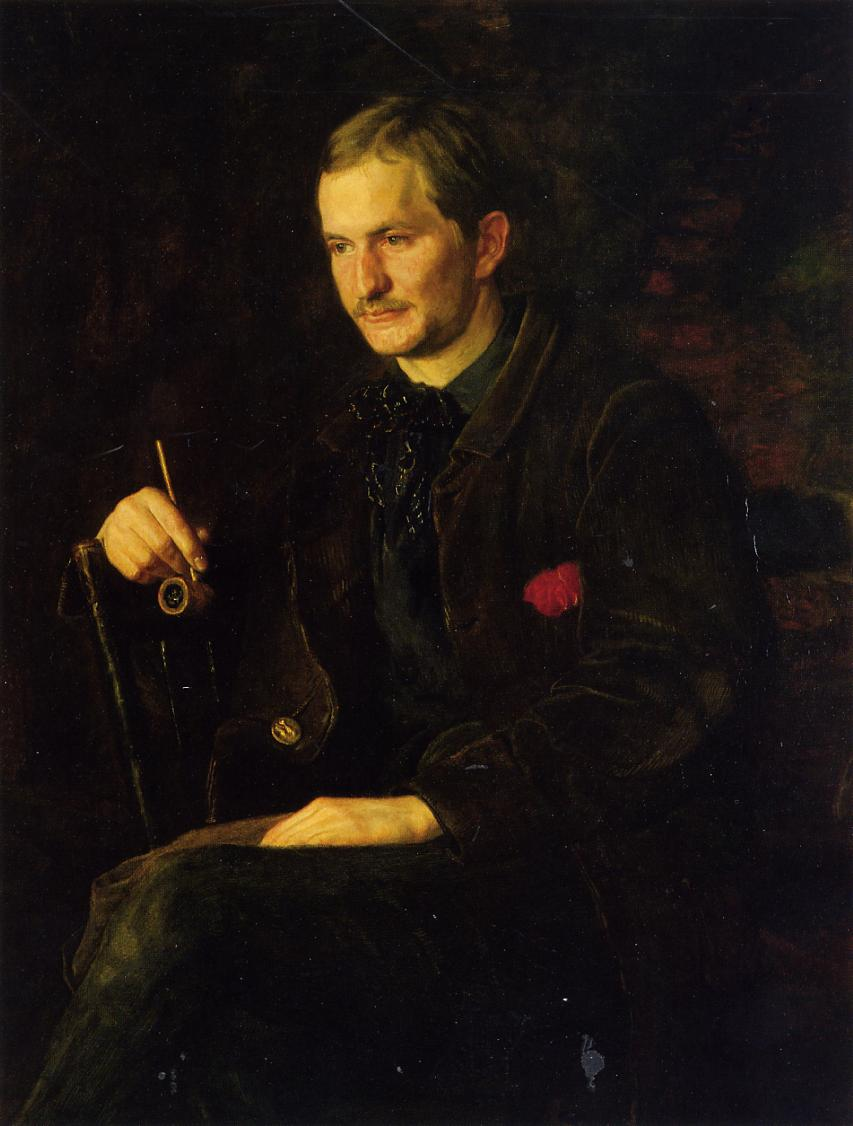
Thomas Eakins: The Art Student (James Wright)

Zu den Arbeiten aus der zweiten Hälfte des 19. Jahrhunderts gehören Gemälde wie The Life of a Hunter: A Tight Fix von Arthur Fitzwilliam Tait, Valley of the Catawissa in Autumn von Thomas Moran, The Indian and the Lily von George de Forest Brush oder Cattleya Orchid, Two Hummingbirds and a Beetle von Martin Johnson Heade. Beispiele der Porträtkunst des ausgehenden 19. Jahrhunderts sind Robert Louis Stevenson and His Wife von John Singer Sargent oder Professor Benjamin Howard Rand und The Art Student (James Wright) von Thomas Eakins. Typische Vertreter des amerikanischen Impressionismus sind Dennis Miller Bunker, von dem das Museum das Bild Anne Page besitzt, oder William Merritt Chase, dessen Gemälde Worthington Whittredge in der Sammlung hängt.
Bereits im 20. Jahrhundert sind die Gemälde Excavation at Night von George Wesley Bellows und Jessica Penn in Black with White Plumes von Robert Henri entstanden. Von dem in Deutschland tätigen Lyonel Feininger besitzt das Museum das Bild Schlossgasse von 1915. Aus der Zeit zwischen den beiden Weltkriegen sind in der Sammlung Composition (Still Life) von Arshile Gorky und Still Life with Flowers von Stuart Davis zu sehen. Weiterhin zeigt das Museum Rosie the Riveter von Norman Rockwell und Amoskeag Mills #2 von Charles Sheeler. Beispiele für die amerikanische Pop Art sind die Skulptur Standing Explosion (Red) von Roy Lichtenstein oder das Porträt Dolly Parton von Andy Warhol. Eine weitere Skulptur in der Sammlung ist Alphabet/Good Humor von Claes Oldenburg. Zeitgenössische Künstler im Museum sind Jenny Holzer mit ihrer Arbeit Venice Installation: Gallery D (Second Antechamber) von 1990, oder die im 21. Jahrhundert entstandenen Werke The Island von Walton Ford und Soundsuit von Nick Cave.